# Герцогство Парми та П'яченци
44°48′05″ пн. ш. 10°19′41″ сх. д. / 44.801472° пн. ш. 10.328° сх. д.
Пармське герцогство (італ. Ducato di Parma; лат. Ducatus Parmensis), а згодом Ге́рцогство Па́рми та П'яче́нци (італ. Ducato di Parma e Piacenza, лат. Ducatus Parmae et Placentiae) — герцогство у Північній Італії, зі столицею в Пармі, що існувало у 1545—1859 роках.
Засноване на території Папської держави як Па́рмське ге́рцогство у 1545 як володіння для П'єра-Луїджі Фарнезе, позашлюбного сина римського папи Павла ІІІ. У 1556 приєднало місто П'яченца і змінило назву на Герцогство Парми і П'яченци. Керувалося герцогами із італійського Фарнезького (1545—1731), іспанського Бурбонського (1731—1735, 1748—1802, 1847—1859) й австрійського Габсбурзького домів (1735—1748, 1814—1847).
Після Війни за польську спадщину на короткий час входило до Священної Римської імперії. За умовами австрійсько-іспанського договору 1748 повернуло самостійність і приєднало Гуастальське герцогство.
1802 року анексовано французькими військами Наполеона й 1808 року перетворене на департамент Таро Франції.
Відновлене 1814 року як самостійне герцогство для Марії-Луїзи Австрійської, дружини Наполеона.
1847 року повернулося до Бурбонів, але втратило Гуасталлу на користь Моденського герцогства. Внаслідок другої Італійської війни за незалежність увійшло до складу Центральноіталійської конфедерації.
1860 року стало частиною новоствореного Італійського королівства.

## Назва
- Ге́рцогство Па́рми (лат. Ducatus Parmae, італ. Ducato di Parma) — назва до 1556 року.
- Ге́рцогство Па́рми і П'яче́нци (лат. Ducatus Placentiae et Parmae, італ. Ducato di Parma e Piacenza) — назва у 1556—1748, 1847—1859 роках.
- Ге́рцогство Пармське і П'яче́нцівське (лат. Ducatus Parmensis et Placentinus) — альтернативна офіційна назва.
- Ге́рцогство П'яче́нци і Па́рми (лат. Ducatus Parmae et Placentiae, італ. Ducato di Piacenza e Parma) — альтернативна назва до 1748 року.
- Ге́рцогство П'яче́нцівське і Па́рмське (лат. Ducatus Placentinus et Parmensis) — альтернативна назва.
- Ге́рцогство Па́рми, П'яче́нци і Гуаста́лли / Ге́рцогство Па́рмське, П'яче́нцівське і Гуаста́льське (лат. Ducatus Parmae, Placentiae e Guastallae, італ. Ducato di Parma, Piacenza e Guastalla) — назва у 1748—1802, 1815—1847 роках.
- Па́рмське герцогство (лат. Ducatus Parmensis) — альтернативна офіційна назва.

В староукраїнській і польській традиції герцогство називали князівством.

## Символіка

### Герби
Гербом Пармського герцогства був родовий герб Фарнезького дому: у золотому полі шість синіх лілій, розміщених клином, оберненим до низу. Після вигасання Фарнезького правлячого дому його наступники — іспанські Бурбони та австрійські Габсбурги — використовували цей герб як символ Парми, поєднуючи його зі своїми родовими гербами.

Звичайний (Фарнезе)
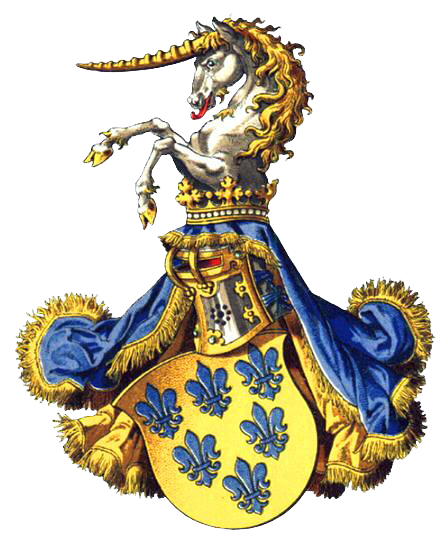
Середній (Фарнезе)
Середній (Бурбони)
Великий (Габсбурги)
Великий (Бурбони)

### Прапори
Прапором Пармського герцогства був полотнище із гербом Фарнезе — 6-ма синіми ліліями на золото щиті. Жовті прапори мали сині лілії, а білі — синьо-золотий герб Фарнезе по центру. Після приходу до Парми Бурбонів і Габсбургів кольори змінилися на білий і червоний. За часів панування герцогині Марії-Луїзи із Габсбурзького дому прапор Парми був червоно-білим, але з 1848 року стали використовувати історичні жовтоблакитні фарби герцогства.

1545 — 1547; 1550 — 1731 (з гербом Фарнезе)
1815 — 1848.01.29 (з австрійськими кольорами)
1848.01.29 — 1849.03.14 (з кольорами Фарнезе)
1850 - 1851.08.15 (з кольорами Фарнезе)
1851.08.15 — 1859.07.09 (з кольорами Фарнезе)

## Історія
В ході війни Камбрейської ліги, Папа Юлій ІІ приєднав Парму разом з П'яченцою (яка належала Міланському герцогству) до папських володінь.

### Фарнезе

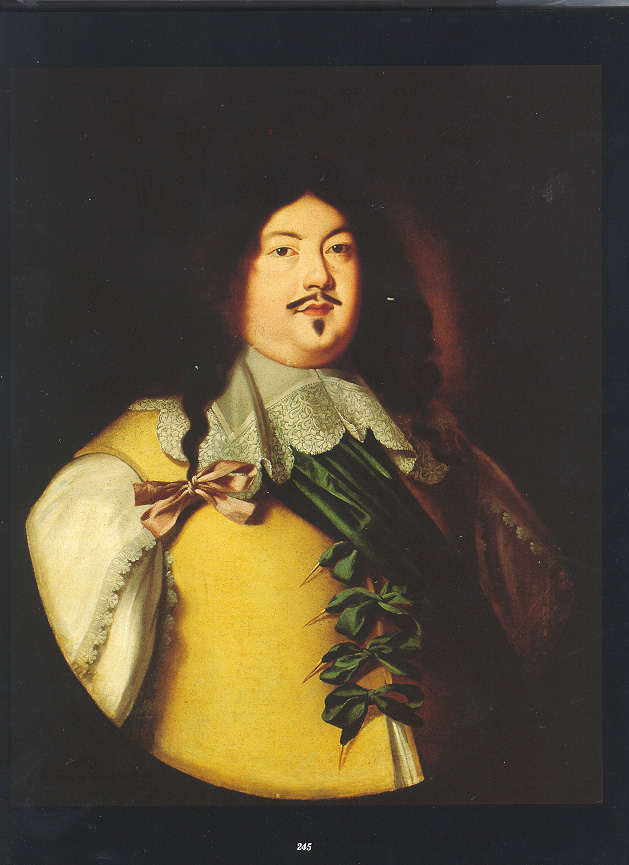
Одоардо І

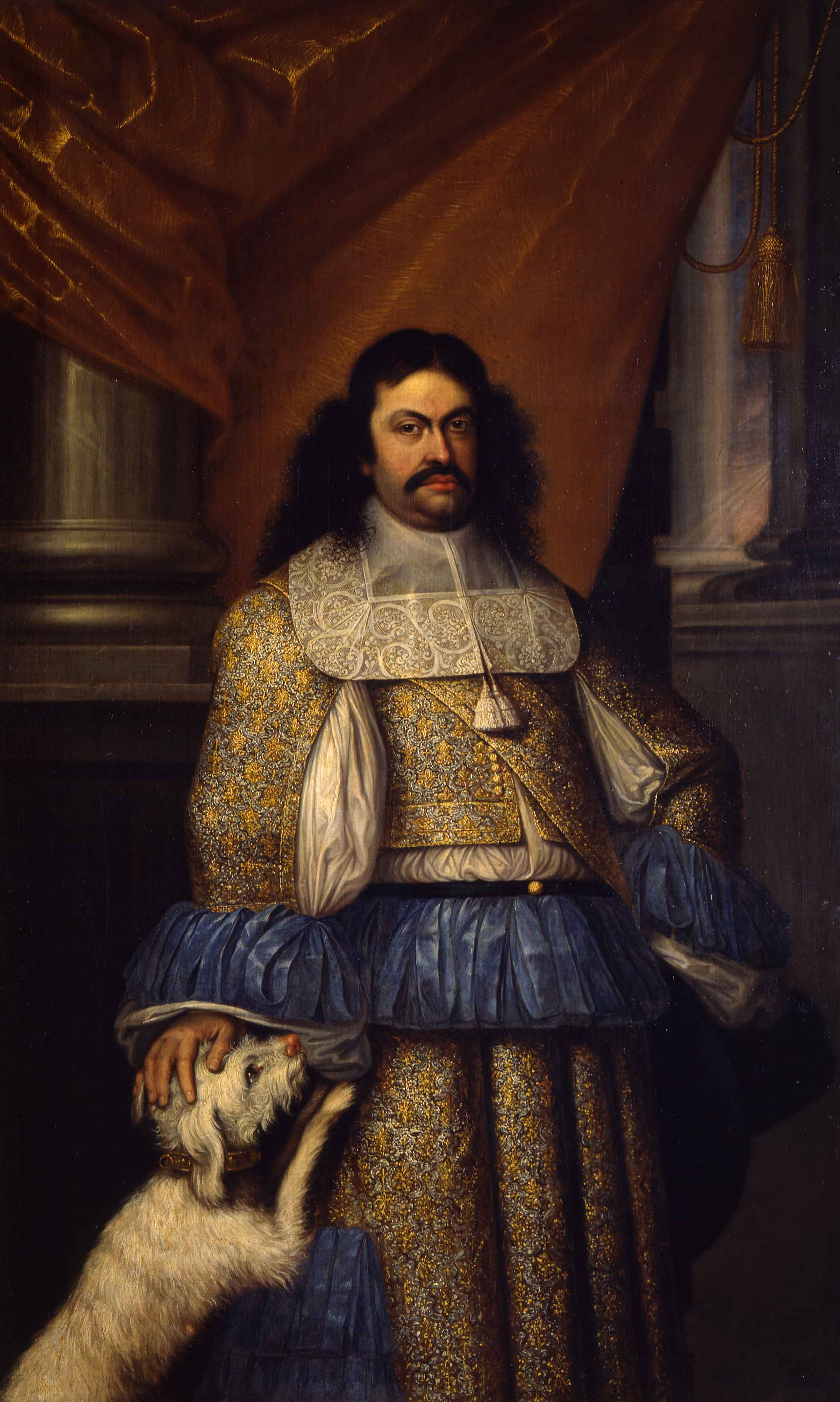
Рануччо ІІ

У 1545 році Папа Павло ІІІ ( Александро Фарнезе) передав Парму і П'яченцу разом з титулом герцогства своєму сину П'єру Луїджі Фарнезе. В 1547 році герцог Фарнезе викликав своїм деспотизмом невдоволення серед аристократії і був убитий. П'яченцу після цього зайняв міланський намісник імператора Карла V, Ферранте I Гонзаге, а Парма, за допомогою папських військ, залишилась під контролем Оттавіо Фарнезе, який був сином вбитого П'єра Луїджі Фарнезе.
Новий герцог за допомогою мудрого і відносно поблажливого правління змусив народ забути злочини свого батька. Оттавіо постійно намагався відновити територіальну цілісність герцогства, але це йому не вдавалось. Для досягнення своєї мети він укладав союзи то з Францією, то з Венецією проти Карла V, а потім — союз з Карлом V проти Папи, який був ворогом імператора. Проте тільки після смерті Павла  ІІІ і зречення Карла V Оттавіо Фарнезе вдалося схилити на свою сторону короля Іспанії Філіпа ІІ і повернути повний контроль над Пармою, яка знесиліла від постійних війн. В 1556 році Оттавіо захоплює П'яченцу, а в 1558 — закріплює її статус за договором з Філіпом ІІ.
Оттавіо Фарнезе помер в 1586 році, залишивши престол своєму сину, знаменитому іспанському полководцю Алессандро Фарнезе, який постійно був зайнятий війною в Нідерландах. Його син і престолонаслідник Рануччо I не користувався популярністю в народі. Він почав суперечки з римським престолом, які тривали майже 100 років. Син Рануччо І Одоардо Фарнезе, чоловік Маргарити Медічі, розпочав зовнішню політику в складі антиіспанського блоку, в який також входила Франція, Тоскана і Савоя, герцогство Парма також брало участь в Тридцятирічній війні. Договір про вступ до блоку був підписаний в 1633 році, проте дане об'єднання не дало Одоардо тих політичних вигід на які він сподівався: утримання шеститисячного війська боляче відображувалось на економіці маленького герцогства. Незважаючи на величезні витрати, кампанія проти Іспанії була провальною. П'яченца була окупована іспанськими військами, а військо самого Одоардо було розбите герцогом Модени Франческо I д'Есте. Через відсутність підтримки Франції, Одоардо, через посередництво Папи Урбана VIII, уклав в 1637 році мирний договір з Іспанією.
Активна, але невдала зовнішня політика Одоаро Фарнезе призвела до важкої фінансової ситуації всередині самого герцогства: ватиканські банкіри, які виступали кредиторами герцога, поступово почали нарікати на велику заборгованість. В той же час Папа Урбан VIII, який походив з роду Барберіні, бажав забезпечити своїм племінникам майбутнє, і тому почав вимагати від Одоардо продати йому права на герцогство Кастро. Відмова герцога призвела до інтервенції папських військ в 1641 році і захоплення герцогства Кастро. На початку 1642 року Одоардо був відлучений від церкви. Однак герцог вторгнувся в Папську область зі своїми військами, що призвело до початку мирних перемовин в Кастель-Джорджо. Проте війна не закінчилась — вона розгорілася з новою силою. Цього разу союзниками герцогства Парма виступали Великий герцог Тосканський Фердинандо ІІ Медічі, герцог Модени Франческо I д'Есте і Венеційська республіка, які були стурбовані агресивною політикою Барберіні. Об'єднана коаліція нанесла Папі повної поразки при Лагоскуро, що призвело до підписання Феррарського миру 1644 року, який відновлював довоєнний стан справ.
Одоардо помер в 1646 році. Його престолонаслідник Рануччо ІІ зайняв престол будучи ще неповнолітнім, тому до 1648 року герцогством керували регенти: його мати Маргарита Медічі і дядько кардинал Франческо Марія Фарнезе. Французький уряд задля поновлення союзу з Фарнезе запропонував молодому герцогу одружитись на одній з племінниць кардинала Мазаріні. Не дивлячись на очевидну економічну перевагу такого шлюбу (придане становило 500 000 скудо, а герцогство Парма дуже потребувало грошей), Рануччо відхилив французьку партію через невисокий політичний статус нареченої. У франко-іспанській війні, яка тривала до 1659 року герцогу Парми вдалося зберегти нейтралітет, хоча він був вимушений дозволити прохід військ обох держав по своїй території. В 1649 році папа Інокентій Х оголосив Рануччо війну. У війні переміг Папа, який анексував герцогство Кастро.
Сини Рануччо ІІ Франческо і Антоніо, які правили послідовно, померли бездітними. Таким чином рід сімейства Фарнезе, які керували Пармою закінчився в 1731 році.

### Під владою Бурбонів і Габсбургів
Після закінчення роду Фарнезе, герцогство було успадковане молодшим сином короля Іспанії доном Карлосом (із династії Бурбонів). Його мати, Ізабела Фарнезе, була племінницею останніх двох правителів з роду Фарнезе і останньою представницею цієї династії. Дон Карлос керував герцогством до закінчення війни за польську спадщину в 1735 році, коли герцогство було передане імператору Карлу VI в обмін на Королівство Обох Сицилій, королем якого став Карлос.
Проте Габсбурги правили герцогством тільки до укладання Другого Аахенського миру в 1748 році. Марія-Терезія поступилася ним (разом з Гуастальським герцогством, яке надовго після цього ввійшло в склад однієї з ним держави) назад Бурбонам в особі дона Філіпа, молодшого брата дона Карлоса. Так герцог Філіп став засновником Бурбон-Пармського дому.

### Утвердження Бурбонів

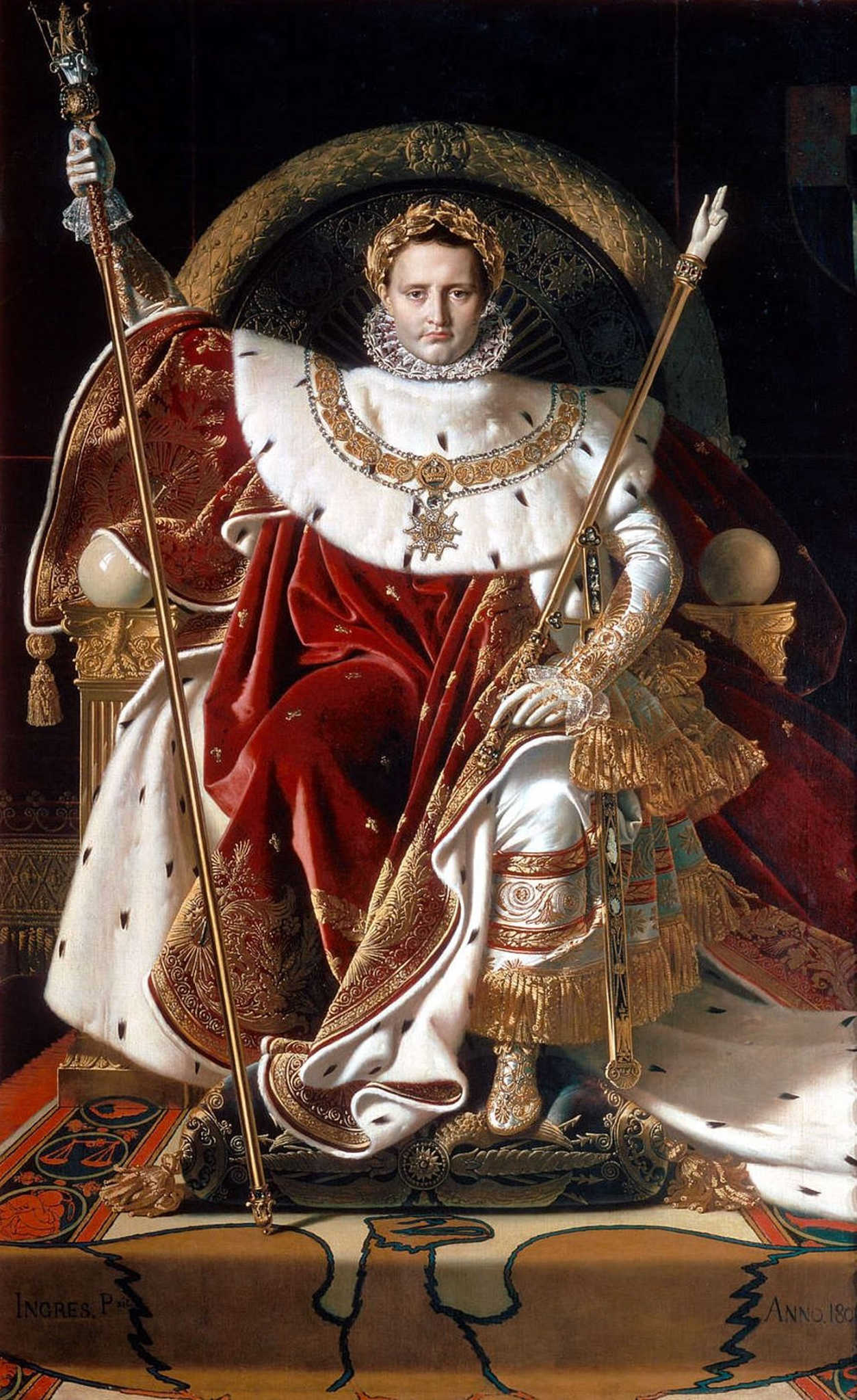
Наполеон І Бонапарт

Управління Бурбонів у Пармі мало чим відрізнялось від їхнього правління в інших країнах: процівітала інквізиція (доти, доки Філіп не вигнав її в 1768 році, забравши при цьому землі католицької церкви), свобода слова була під суворим контролем, населення обкладалося непосильними податями. При малолітньому сині Філіпа Фердинанді, який посів трон в 1765 році, знову виникли суперечки з папським престолом, який не визнавав прав Бурбонів на престол. Міністр Дю Тійо з успіхом захищав права престолу, проте, коли Фердинанд досягнув повнолітня, він звільнив міністра і поступився впливу духовенства, за рекомендаціями якого навіть повернув інквізицію.
З початком французьких революційних війн Фердинанд прийняв сторону Австрії. В 1796 році герцогство було зайняте французькими військами під командуванням Наполеона. Фердинанд, який був залишений Австрією, відкупився від французів 2 000 000 лір і 20 найкращими картинами з пармської галереї, але уже через рік, по Кампо-Формійському мирі, герцогство повинне було віддати Цизальпінській республіці свої території по лівому березі річки По. В лютому 1801 року, по Люневільському мирі, герцог отримав як компенсацію велике герцогство Тосканське, проте втратив його по Аранхуеському договорі між Іспанією і Францією в квітні 1801 року. На місці герцогства Тоскана було створено Етрурське королівство, яке передали сину Фердинанда Людовику. Формально Фердинанд погодився віддати герцогство Наполеону.

### Французька окупація
В той же час території Пармського герцогства були об'єднані в Цизальпінську республіку до 1802 року, після чого, в період з 1802 по 1805, в Італійську републіку, і з 1805 по 1808 — в Італійське королівство. В 1806 році наполеон відокремив Гвасталлу і віддав її своїй сестрі Пауліні Бонапарт.
Згідно паризького миру 1814 року і віденському миру 1815 року, Парма, П'яченца і Гвасталла були віддані дружині Наполеона Марії-Луїзі, але, через масштабні протести в Іспанії в 1817 році, в Парижі був укладений особливий договір, який передбачав після смерті Марії-Луїзи передачу цих територій (окрім земель на лівому березі По, які залишались у володінні Австрії) спадкоємцю Людовику (колишньому королю Етрурії). Герцогство було перейменоване на герцогство Парми, П'яченци і Гвасталли — цю назву воно зберегло до кінця свого існування. Управління Марії-Луїзи, яка повністю підкорялась Маттерніху, не могло подолати прагнення Італії до єднання. Хоча хвилювання 1831, 1833 і 1846 років були придушені австрійськими військами, але смерть Марії-Луїзи в 1847 році, після якої герцогство перейшло до Карла ІІ, який до цього правив в мініатюрному Лукканському герцогстві, викликала нову хвилю виступів.

### Реставрація Бурбонів

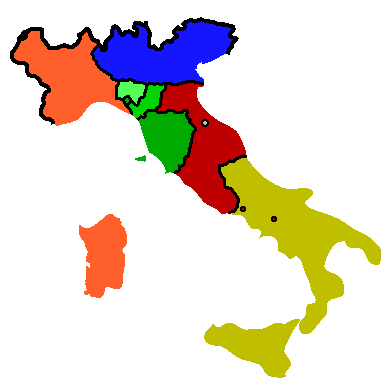
Королівство Італія. Світло-зеленим кольором виділене герцогство Парма

На вимоги народу про реформи в герцогстві Карл ІІ відповідав хвилями репресій і введенням австрійських військ в країну. 20 березня 1848 року піднялось повстання, яке вимусило герцога втікати з країни. Герцогство було зайняте сардинськими військами, але 9 серпня того ж року Сардинія уклала мирний договір з Австрією, який передбачав виведення військ з Парми, П'яченци і Модени (Гвасталла ще в січні 1848 року була віддана Модені). В герцогство повернулись австрійські війська. В березні 1849 року Карл ІІ відрікся від трону на користь свого жорстокого і корисливого сина Карла ІІІ.
Почалась жорстока реакція, якою керував перший міністр герцога, англієць Уорд. За його управління в'язниці наповнились арештантами, лютувала цензура. Опорою герцога був австрійський гарнізон. В 1854 році Карл ІІІ був убитий на вулиці Парми, убивця загубився в натовпі, який йому симпатизував. Престол перейшов до малолітнього сина Карла ІІІ Роберто І (народився в 1848 році), але фактична влада перейшла до вдови Карла Марії-Луїзи, сестри графа де Шамбор. Регентша намагалась правити, не провокуючи народ, пам'ятаючи про гіркий досвід свого чоловіка, проте вона впала у немилість Австрії і не змогла завоювати народних симпатій. В 1859 році, коли почалась війна між Австрією і Сардинією, народ вимагав приєднання герцогства до Сардинії. Навіть серед офіцерів пармських військ Марія-Луїза не отримала підтримки і 30 квітня 1859 року полишила країну разом зі своїм сином. Через декілька днів вона повернулась у країну і хотіла зберегти нейтралітет, але це було вже неможливо — нейтралітету не визнавали ні Австрія, ні Сардинія, ні самі жителі Парми, які закликали в герцогство війська Віктора Еммануїла. Вся країна крім П'яченци, де ще з 1848 року стояв австрійський гарнізон, була зайнята військами Віктора Еммануїла. 4 червня був встановлений контроль і над містом П'яченца. 8 червня в Пармі організувався тимчасовий уряд, 9 червня Марія-Луїза відреклась від трону і знову покинула країну. Тимчасовий уряд проголосив приєднання Парми до Сардинії. Було проведення народне голосування: 63 403 голосів було за приєднання, 506 — проти.
У грудні 1859 року герцогство Парма, П'яченца і Гвасталла і герцогство Лукка були об'єднані з великим герцогством Тосканським і герцогством Моденським, цим самим сформував Об'єднані провінції Центральної Італії. Декретом від 18 березня 1860 року Парма і П'яченца були офіційно включені в склад Сардинського королівства, яке через рік перетворилось на королівство Італія.

## Державний устрій

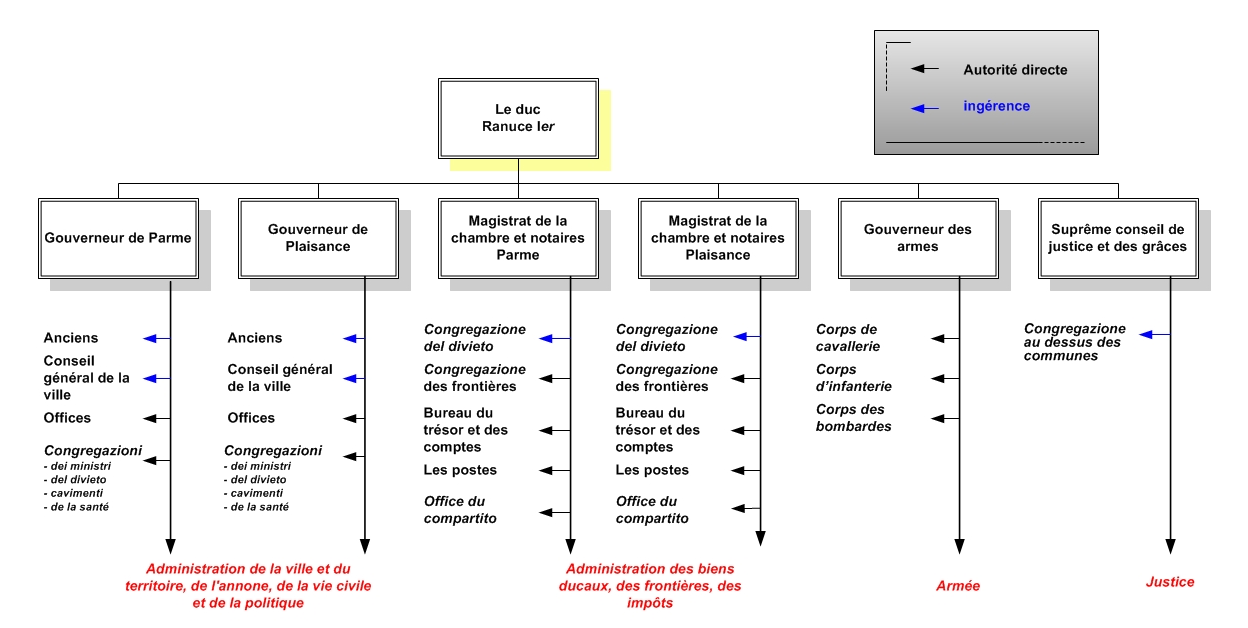
Адміністрація часів Рануччо І

### Герцоги

#### Герцоги Пармські
- 1545.09.16 — 1547.09.10: П'єр-Луїджі Фарнезе (1503—1547), маркіз Новарський.
- 1547.09.10 — 1548.01.??: Оттавіо Фарнезе (1524—1586), вперше.
- 1548.01.?? — 1550.02.25: Камільйо Орсіні (1492—1584), папський генерал-губернатор.
- 1550.02.25 — 1556.09.15: Оттавіо Фарнезе, вдруге.

#### Герцоги Пармські та П'яченцівські
- 1556.09.15 — 1586.09.18: Оттавіо Фарнезе.
- 1586.09.18 — 1592.12.03: Алессандро Фарнезе (1545—1592).
  - 1586.09.18 — 1592.12.03: Рануччо I Фарнезе (1569—1622), регент Алессандро.
- 1592.12.03 — 1622.03.05: Рануччо I Фарнезе.
- 1622.03.05 — 1646.09.11: Одоардо Фарнезе (1612—1646).
  - 1622.03.05 — 1626.02.21: кардинал Одоардо Фарнезе (1573—1626), регент Одоардо.
  - 1626.02.21 — 1629.08.??: Маргарита Алдобрандіні (1588—1646), регент Одоардо.
- 1646.09.11 — 1694.12.11: Рануччо II Фарнезе (1630—1694).
  - 1646.09.11 — 1648.??.??: Маргарита де Медічі (1612—1679), регент Рануччо II.
  - 1646.09.11 — 1647.07.12: кардинал Франческо Марія Фарнезе (1619—1647), регент Рануччо II.
- 1694.12.11 — 1727.02.26: Франческо Фарнезе (1678—1727)
- 1727.02.26 — 1731.01.20: Антоніо Фарнезе (1679—1731)
- 1731.01.20 — 1731.12.29: Регентська рада
  - Енрікетта-Марія д'Есте (1702—1777).
  - Камільйо Марадзані (1682—1760), єпископ Пармський.
  - Одоардо (? — ?), граф Анвідський.
  - Фредеріко (1681—1765), граф Дал-Вермський.
  - Якопо Антоніо Марія (1699—1780), граф Санвітальський.
  - Артасерсе (1676—1767), граф Баярдський.

#### Герцоги Пармські, Пяченцівські і Гуастальські
- 1814—1847: Марія-Луїза (донька імператора Франца II, дружина Наполеона)

титулярні
- 1790—1792: Леопольд II (імператор Священної Римської імперії)

## Населення
| 1771   | 1821   | 1822   | 1823   | 1824   | 1825   | 1826   | 1827   | 1828   | 1829   | 1830   | 1831   | 1832   | 1833   | 1853   |
| ------ | ------ | ------ | ------ | ------ | ------ | ------ | ------ | ------ | ------ | ------ | ------ | ------ | ------ | ------ |
| 335000 | 411847 | 417098 | 420675 | 425959 | 432916 | 435844 | 441171 | 445633 | 448769 | 451875 | 454080 | 460759 | 465673 | 500000 |

### Монографії
- Alfieri, L. Parma, la vita e gli amori. Storia della città dal Mille al Millenovecento. Parma: Silva, 1993.
- Alfieri, L. Gigli azzurri. Storia di casa Farnese. Parma: Silva, 1995.
- Bazzi-Umberto Benassi, T. Storia di Parma (Dalle origini al 1860). Parma: Battei, 1908.
- Bernini, F. Storia di Parma (Dalle terramare al 1914. Parma: Battei, 1954.
- Lopresti, L. Granducato di Parma e Piacenza. Demetra, Altante della Storia, 1999.
- Marchi, A. Parma e Vienna. Parma: Artegrafica Silva, 1988.
- Zannoni, M. L'esercito farnesiano dal 1694 al 1731. Palatina, 1981.
- Zannoni, M. Napoleone Bonaparte a Parma nel 1805. MUP, 2006.

### Довідники
- Dall'Acqua, M. Enciclopedia di Parma. Dalle origini ai giorni nostri. Milano: Franco Maria Ricci, 1998.
- Lasagni, R. Dizionario biografico dei Parmigiani. 1999.